# Georg II. von Fleckenstein-Dagstuhl

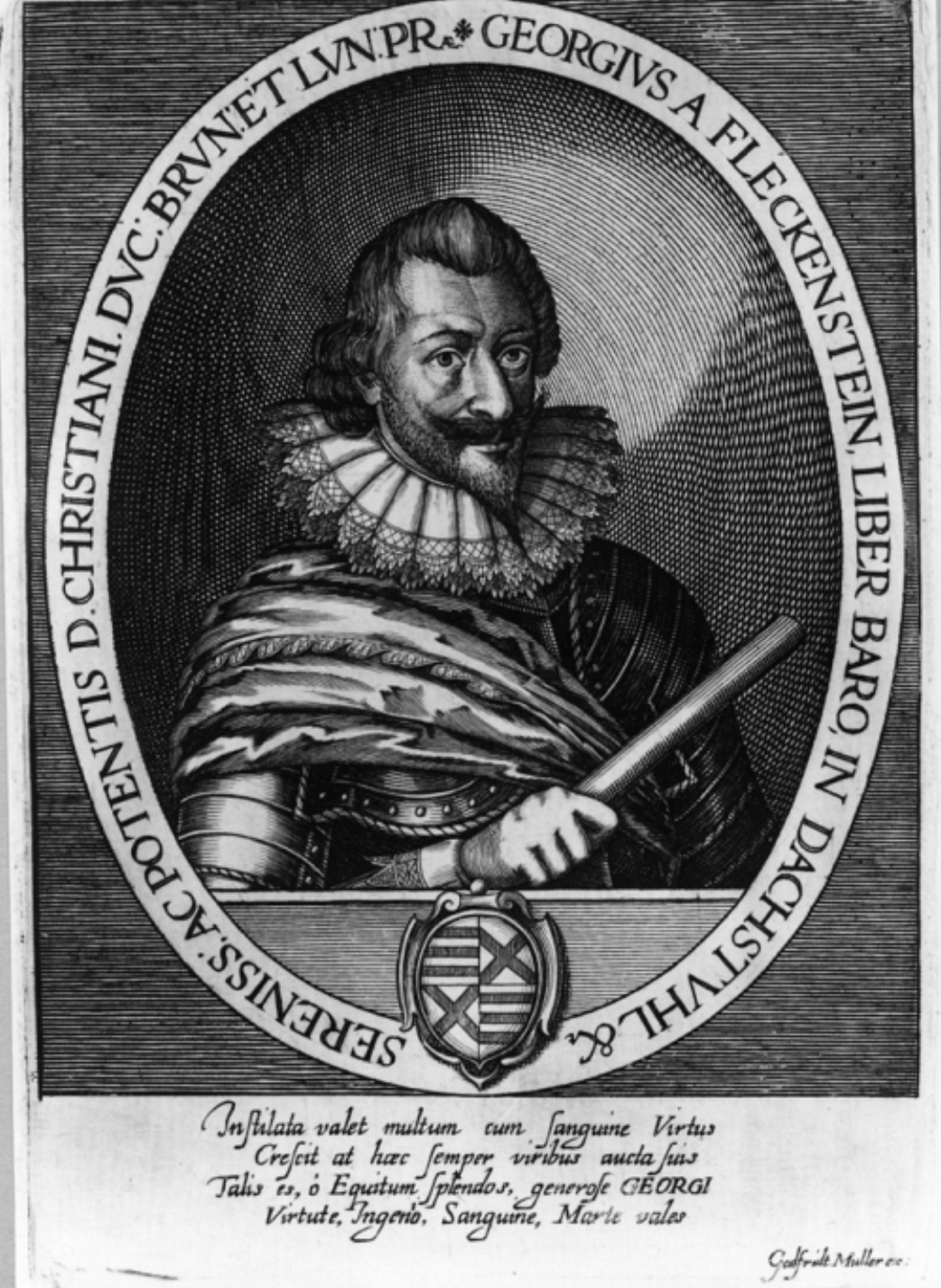
Georg II. von Fleckenstein-Dagstuhl

Georg II. von Fleckenstein-Dagstuhl (* 2. Februar 1588; † 31. Januar 1644 in Hanau) war der letzte seines Hauses. Er war der älteste Sohn von Philipp Wolfgang von Fleckenstein-Dagstuhl († 1618) und dessen erster Ehefrau, Anna Alexandria von Rappoltstein (* 7. März 1565; † 9. April 1610). Georg II. erlangte erhebliche Bedeutung als Vormund und Regent des noch minderjährigen Grafen Friedrich Casimir von Hanau-Lichtenberg und der Grafschaften Hanau-Lichtenberg und Hanau-Münzenberg in der Endphase des Dreißigjährigen Krieges.

## Herkunft
| Stammtafel von Georg II. von Fleckenstein-Dagstuhl | Stammtafel von Georg II. von Fleckenstein-Dagstuhl                                                      | Stammtafel von Georg II. von Fleckenstein-Dagstuhl                                                      | Stammtafel von Georg II. von Fleckenstein-Dagstuhl                                                 | Stammtafel von Georg II. von Fleckenstein-Dagstuhl                                                | Stammtafel von Georg II. von Fleckenstein-Dagstuhl | Stammtafel von Georg II. von Fleckenstein-Dagstuhl |
| -------------------------------------------------- | --- | --- | -------------------------------------------------------------------------------------------------- | ------------------------------------------------------------------------------------------------- | -------------------------------------------------- | -------------------------------------------------- |
| Urgroßeltern                                       | Georg I. von Fleckenstein-Dagstuhl († 1553) ⚭ Johanna von Salm-Kyrburg († 1595)                         | Philipp IV. von Hanau-Lichtenberg (* 1514; † 1590) ⚭ Eleonore von Fürstenberg (* 1523; † 1544)          | Ulrich IX. von Rappoltstein (* um 1493; † 1531) ⚭ Anna Alexandria von Fürstenberg (* 1504; † 1581) | Johann VIII. von Sayn-Hachenburg (* 1493; † 1529) ⚭ Odilia von Nassau-Saarbrücken († 1554)        |                                                    |                                                    |
| Großeltern                                         | Ludwig von Fleckenstein-Dagstuhl (* 1542; † 1577) ⚭ Anna Sibylle von Hanau-Lichtenberg (* 1542; † 1580) | Ludwig von Fleckenstein-Dagstuhl (* 1542; † 1577) ⚭ Anna Sibylle von Hanau-Lichtenberg (* 1542; † 1580) | Egenolf IV. von Rappoltstein (* 1527; † 1585) ⚭ Elisabeth von Sayn (* 1529; † 1549)                | Egenolf IV. von Rappoltstein (* 1527; † 1585) ⚭ Elisabeth von Sayn (* 1529; † 1549)               |                                                    |                                                    |
| Eltern                                             | Philipp Wolfgang von Fleckenstein-Dagstuhl († 1618) ⚭ Alexandra von Rappoltstein (* 1565; † 1610)       | Philipp Wolfgang von Fleckenstein-Dagstuhl († 1618) ⚭ Alexandra von Rappoltstein (* 1565; † 1610)       | Philipp Wolfgang von Fleckenstein-Dagstuhl († 1618) ⚭ Alexandra von Rappoltstein (* 1565; † 1610)  | Philipp Wolfgang von Fleckenstein-Dagstuhl († 1618) ⚭ Alexandra von Rappoltstein (* 1565; † 1610) |                                                    |                                                    |
| Georg II. von Fleckenstein-Dagstuhl                | | | |                                                                                                   |                                                    |                                                    |

## Jugend
Mit zwölf Jahren wurde er Page am Hof Karls III., Herzog von Lothringen, in Nancy. Später war er in württembergischen Diensten Mitglied einer Gesandtschaft an den englischen Hof. Seine weitere Laufbahn war dann aber durch eine militärische Karriere bestimmt.

## Militärkarriere
Sie begann im Türkenkrieg in Ungarn. Sein Aufstieg bis zum Oberst erfolgte in den Diensten der Protestantischen Union. Nach deren Auflösung 1621 trat er in die Dienste des Markgrafen Friedrich V. von Baden-Durlach. In der Fehde zwischen der Hanse und dem Herzog von Braunschweig tötete er durch einen Pistolenschuss ein Mitglied des Hauses Ysenburg. 1622 zog er sich – obwohl Angebote für Generalsstellen durch den Kaiser, Schweden, England und Dänemark vorlagen – vom Militär zurück und kümmerte sich um seine eigene Herrschaft.

## Regierung
Da der Heerführer Peter Ernst II. von Mansfeld 1622 am Oberrhein überwinterte, bekam die Herrschaft Fleckenstein den Dreißigjährigen Krieg zu dieser Zeit in voller Wucht zu spüren. Georg II. versuchte eine Neutralitätspolitik im Anschluss an die Hanau-Lichtenberger Grafen Johann Reinhard I. und seinen Vetter Philipp Wolfgang von Hanau-Lichtenberg (1595–1641) zu verfolgen. Das weitere Erstarken der kaiserlichen Partei machte diese Politik aber zunichte. Georg II. verkaufte in dieser Situation den Dagstuhler Anteil seiner Herrschaft an den Erzbischof von Trier, Philipp Christoph von Sötern. Mit der Hanau-Lichtenberger Grafenfamilie musste Georg II. sich ins Exil nach Straßburg begeben, wo er im „Fleckensteiner Hof“, der in der Münstergasse lag, wohnte. Die Regierung der Gesamtherrschaft Fleckenstein musste er einem Vertreter der Linie Fleckenstein-Bickenbach-Sulz überlassen.

## Die Hanauer Vormundschaft

### Errichtung der Vormundschaft
Hier in Straßburg errichtete Graf Philipp Wolfgang von Hanau-Lichtenberg ein Testament, das seinen Sohn, den Erbgrafen Friedrich Casimir von Hanau-Lichtenberg, als Alleinerben aufgrund des in der Familie der Herren und Grafen von Hanau geltenden Primogeniturrechts bestätigte und – sollte dieser noch minderjährig sein – Georg II. zum Testamentsvollstrecker und Regenten zusammen mit Graf Johann Ernst von Hanau-Münzenberg-Schwarzenfels einsetzte. Georg von Fleckenstein verdankte diese Position der Tatsache, dass er ein Enkel der Anna Sibylle von Hanau-Lichtenberg, einer Tochter des Grafen Philipp IV. von Hanau-Lichtenberg, war und seitens des Hauses Hanau-Lichtenberg keine volljährigen Mitglieder mehr lebten. Es ist der einzige Fall im Haus Hanau, dass ein minderständischer Vormund ernannt wurde. Graf Johann Ernst aus dem Hause Hanau-Münzenberg dagegen war der nächste volljährige Verwandte im Stand eines Grafen, residierte allerdings im weit entfernten Hanau, wahrte aber den ständischen Rang der Vormundschaft.
Graf Philipp Wolfgang von Hanau-Lichtenberg verstarb am 14./24. Februar 1641 und hinterließ bei seinem Tod seine zweite Frau, Dorothea Diana von Salm, und seine minderjährigen Kinder, Friedrich Casimir, Johann Philipp, Johann Reinhard, Sophie Eleonore und Agatha Christine. Aufgrund der Minderjährigkeit der Erben musste eine Vormundschaft eingerichtet werden. Georg II. übernahm die Aufgabe, obwohl ihn das attraktive Angebot erreichte, Statthalter des sequestrierten Herzogtums Württemberg zu werden.

### Die Hanau-Münzenberger Erbschaft
Als auch Graf Johann Ernst am 12. Januar 1642 starb, verblieb zum einen Georg II. von Fleckenstein-Dagstuhl als alleiniger Vormund und zum andern beerbte sein Mündel, Graf Friedrich Casimir, den Verstorbenen in einer politisch prekären Situation:
- Schon die äußeren Umständen des Regierungsantritts seines Mündels Friedrich Casimir in der Grafschaft Hanau-Münzenberg waren schwierig. Nur verkleidet, mit einer zahlenmäßig geringen Begleitung, darunter Georg II. von Fleckenstein-Dagstuhl, musste Friedrich Casimir von Hanau-Lichtenberg durch feindliches Gebiet nach Hanau reisen, wo er am 21. Januar 1642 eintraf.[1]

- Verschiedene Lehnsherren der Grafschaft Hanau-Münzenberg, vor allem das Erzbistum Mainz, aber auch Kursachsen, Hessen-Darmstadt, das Bistum Würzburg und die Fürstabtei Fulda sahen in dem nur entfernten Verwandtschaftsverhältnis zwischen Erblasser und Erben eine günstige Gelegenheit, an Hanau-Münzenberg vergebene Lehen einzuziehen. Zwar mochten die rechtlichen Positionen für diese Ansprüche schwach sein (denn neben dem entfernten, aber eindeutigen Verwandtschaftsverhältnis bestand auch ein Erbvertrag aus dem Jahr 1610 zwischen den Häusern Hanau-Münzenberg und Hanau-Lichtenberg), aber in der Situation des Dreißigjährigen Krieges zählte die tatsächliche Machtkonstellation mehr als die rechtliche Position. Georg II. von Fleckenstein-Dagstuhl erkannte die Situation klar und versicherte sich des Rückhalts durch die Landgrafschaft Hessen-Kassel. Die Witwe des Landgrafen Wilhelm V. von Hessen-Kassel, Amalie Elisabeth, eine geborene Gräfin von Hanau-Münzenberg und zu dieser Zeit Regentin der Landgrafschaft, leistete diplomatisch-politischen Beistand. Ihr war an einem vollständigen Erhalt der Grafschaft Hanau-Münzenberg gelegen, da diese bei der Landgrafschaft Hessen-Kassel erheblich verschuldet war. Als Gegenleistung schloss Georg II. als Vormund Friedrich Casimirs 1643 mit ihr einen Erbvertrag, nach dem die Grafschaft Hanau-Münzenberg beim Aussterben des Hauses Hanau im Mannesstamm an Hessen-Kassel fallen solle. Außerdem überließ Georg II. Hessen-Kassel als Sicherheit für die Hanauer Schulden das Hanauer Amt Schwarzenfels und die Hanauer Kellerei Naumburg.
- Die Residenzstadt der Grafschaft, Hanau, bestand zum damaligen Zeitpunkt aus zwei rechtlich voneinander unabhängigen Städten: Alt- und Neuhanau. Letzteres war eine Plan-Gründung, in der an der Wende vom 16. zum 17. Jahrhundert reformierte Glaubensflüchtlinge aus Frankreich und den spanischen Niederlanden (dem heutigen Belgien) angesiedelt worden waren. Deren Führungsschicht bestand aus reichen Kaufleuten und Gewerbetreibenden, die aufgrund ihrer wirtschaftlichen Macht eine sehr starke Stellung in der Grafschaft Hanau-Münzenberg einnahmen[2], und die die schwache Stellung des neuen Grafen und seines Vormunds beim Regierungsantritt nutzten, um ihm für den Regierungsantritt Bedingungen zu stellen. Georg II. blieb nichts anderes übrig, als nach zehntägigen Verhandlungen die Forderungen zu gewähren, damit Friedrich Casimir überhaupt sein Erbe antreten konnte. Kernpunkt der Forderungen der städtischen Führungsschicht war die Wahrung des konfessionellen Status quo, denn Friedrich Casimir war, wie die ganze Familie der Grafen von Hanau-Lichtenberg, lutherisch. Die Grafschaft Hanau-Münzenberg aber war seit der Regierung des Grafen Philipp Ludwig II. (* 1576; † 1612) reformiert. Während 50 Jahre zuvor Philipp Ludwig II. das Jus reformandi, den Grundsatz cuius regio, eius religio, das Bestimmungsrecht über die Konfession seiner Untertanen, hatte ohne weiteres zugunsten der reformierten Konfession durchsetzen können, musste Georg II. nun de facto auf das Jus reformandi verzichten und die freie Religionsausübung der Reformierten nicht nur weiter gewähren, sondern sogar den lutherischen Gottesdienst für den Grafen und seinen Hof zunächst auf die Kapelle im Schloss beschränken. Erst 1658 konnte die lutherische Johanneskirche in Hanau errichtet werden. Die Grafschaft Hanau-Münzenberg wurde so bikonfessionell, was mit einem „Religionsrezess“ 1670 bestätigt wurde.[3] Allerdings wurde zunächst im alltäglichen Umgang der Konfessionen miteinander weiter heftig gestritten. Erst 140 Jahre später vereinigen sich die beiden Kirchen der Grafschaft in der Hanauer Union in einer unierten Kirche.

## Tod
Georg II. von Fleckenstein starb bereits 1644. Er war der letzte der Linie Fleckenstein-Dagstuhl. Beerdigt wurde er in der Fürstengruft in der Hanauer Marienkirche.
Da Volljährigkeit nach damals geltender Auffassung erst im Alter von 25 Jahren eintrat, war Graf Friedrich Casimir 1644 noch immer nicht volljährig. Als neuer Vormund sprang Graf Georg Albrecht von Erbach ein.